# 昂韦默
昂韦默（法語：Envermeu，法語發音：[ɑ̃vɛʁmø]）是法国滨海塞纳省的一个市镇，属于迪耶普区。

## 地理
昂韦默（49°53'46"N, 1°15'53"E）面积14.58 平方千米，位于法国诺曼底大区滨海塞纳省，该省份为法国北部沿海省份，其西部及北部濒大西洋英吉利海峡，东起顺时针与索姆省、瓦兹省、厄尔省和卡爾瓦多斯省接壤。
与昂韦默接壤的市镇（或旧市镇、城区）包括：贝朗格勒维尔、杜夫朗、圣尼古拉达列蒙、圣旺苏巴伊、珀蒂科。

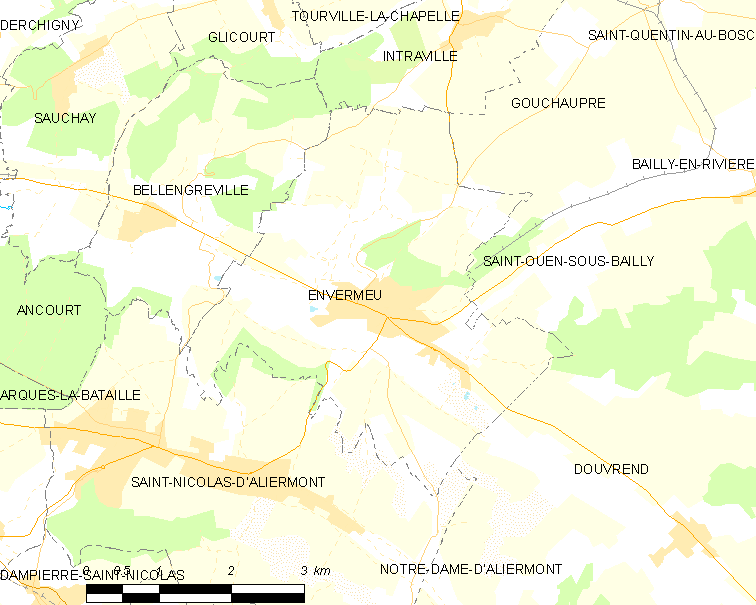
昂韦默的OSM定位图

昂韦默的时区为UTC+01:00、UTC+02:00（夏令时）。

## 行政
昂韦默的邮政编码为76630，INSEE市镇编码为76235。

## 政治
昂韦默所属的省级选区为迪耶普第二县。

## 人口

1962-2008年间昂韦默人口变化图示

昂韦默于2022年1月1日时的人口数量为1973人。